# Howard Kinsey

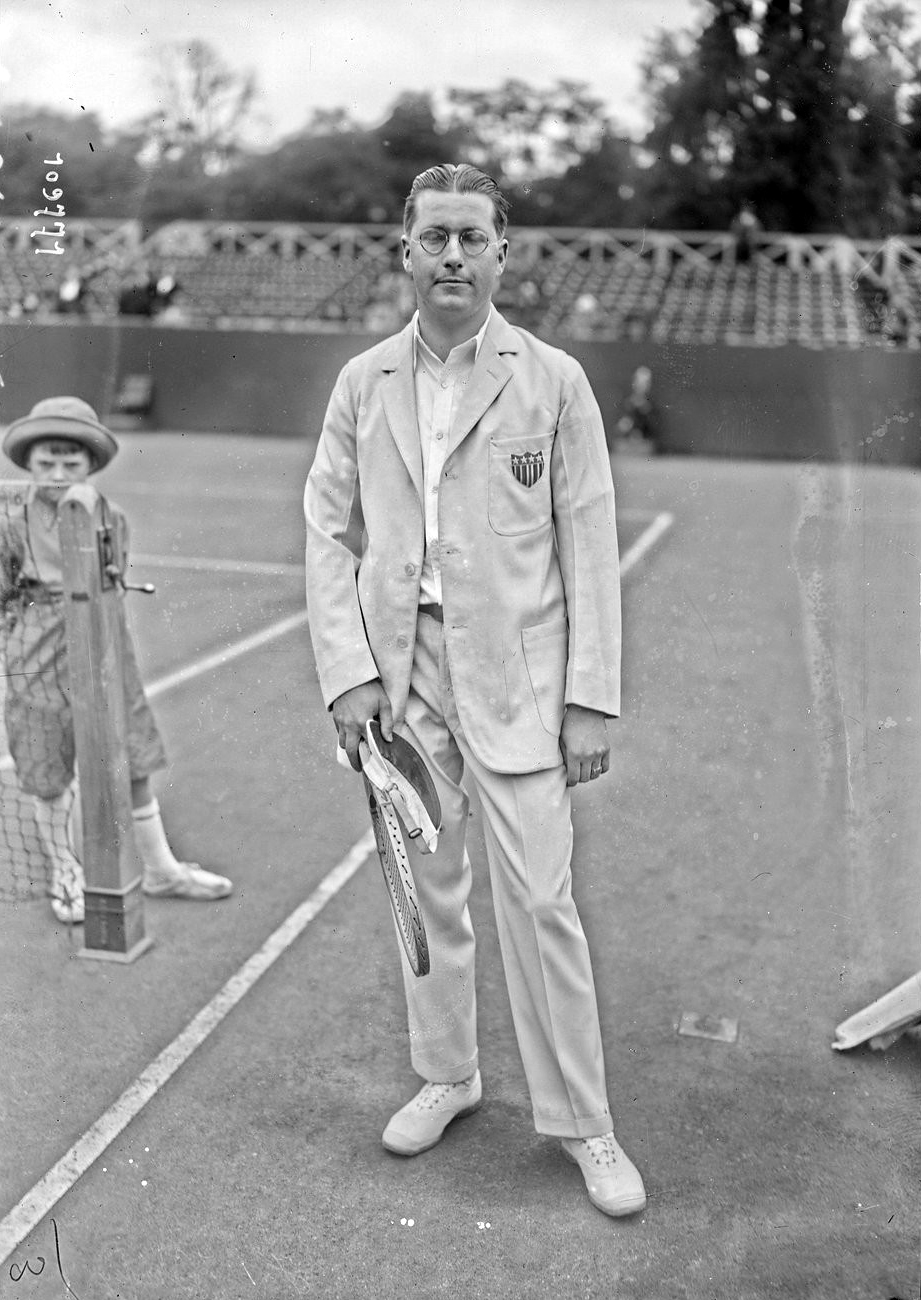
Howard Kinsey 1926

Howard Kinsey, född 3 december 1899, Saint Louis Missouri, död 26 juli 1966, San Francisco Kalifornien, var en amerikansk tennisspelare.

## Tenniskarriären
Howard Kinsey vann under sin korta amatörkarriär i mitten på 1920-talet 2 Grand Slam (GS)-titlar i dubbel. Han deltog i ytterligare 4 GS-finaler, varav en i singel, en i dubbel och 2 i mixed dubbel. Kinsey blev professionell spelare 1926.
Howard Kinsey vann sin första Grand Slam-titel 1924 i herrdubbeln i Amerikanska mästerskapen tillsammans med sin bror, Robert Kinsey. I finalen besegrades Gerald Patterson/Pat O'Hara Wood (7-5, 5-7, 7-9, 6-3, 6-4).
Kinsey deltog 1926 i flera europeiska turneringar och nådde i maj dubbelfinalen i Franska mästerskapen tillsammans med landsmannen Vincent Richards. I finalen mötte de de franska storspelarna Henri Cochet/Jacques Brugnon som de oväntat besegrade (6-4, 6-1, 4-6, 6-4). Samma år, 1926, deltog Kinsey också i Wimbledonmästerskapen. Han nådde otippat semifinalen i singel, och var där den ende spelaren som inte var fransman. Han besegrade dubbelspecialisten Jacques Brugnon (6-4, 4-6, 6-3, 3-6, 9-7) och nådde mästerskapsfinalen. Där ställdes Kinsey mot Jean Borotra som vann med 8-6, 6-1, 6-3. I samma turnering nådde han i par med Richards också dubbelfinalen med samma motståndare som tidigare i Paris. Denna gång segrade det franska paret Cochet/Brugnon.
På hösten 1926 signerade Kinsey proffskontrakt för att delta i Charles C. Pyles USA-tour tillsammans med bland andra Richards, fransyskan Suzanne Lenglen och amerikanskan Mary Browne. Som professionell spelare var Kinsey utestängd från GS-turneringarna. År 1927 nådde han finalen i US Pro-turneringen, som var den första av de professionella tennismästerskapsturneringarna som för proffsen ersatte GS-turneringarna. Han förlorade finalen mot Richards. År 1931 besegrade han i kvartsfinalen i samma turnering den brittiske spelaren Dan Maskell.

## Spelaren och personen
År 1927, hans första hela proffsår, initierade Kinsey tillsammans med kollegan Richards spelarorganisationen US Professional Tennis Association.
Howard Kinsey är upptagen i the USTA Northern California Hall of Fame.

## Grand Slam-titlar
- Amerikanska mästerskapen
  - Dubbel - 1924
- Franska mästerskapen
  - Dubbel - 1926